# فيلادا
بلدية بيلادا (بالكاتالانية: Vilada) هي إحدى بلديات مقاطعة برشلونة، والتي تقع في منطقة كاتالونيا، شرق إسبانيا.
يبلغ عدد سكانها 519 نسمة وفقاً لإحصائية سنة (2007).